# 216624 Kaufer
216624 Kaufer este un asteroid din centura principală de asteroizi.

## Descriere
216624 Kaufer este un asteroid din centura principală de asteroizi. A fost descoperit pe 9 decembrie 2002 la Heppenheim la Observatorul din Heppenheim. Asteroidul prezintă o orbită caracterizată de o semiaxă mare de 2,52 ua, o excentricitate de 0,11 și o înclinație de 8,4° în raport cu ecliptica.